# Никола Вујановић
Никола Вујановић (Друшићи, код Цетиња, 19. децембар 1911 — Београд, 25. април 1981) био је публициста и председник Југословенске лиге за мир, независност и равноправност народа. 

## Биографија
Завршио је Правни факултет у Београду. 
За време рата био је у немачком заробљеништву, где је радио на формирању партијске огранизације и народно ослободилачког покрета. Био је члан логорског комитета. После ослобођење радио у ЦК КПЈ, био је новинар а касније директор Више партијске школе „Ђуро Ђаковић”, затим секретар Централног већа Савеза синдиката Југославије, опунмоћени министар у Државном секретаријату за иностране послове, амбасадор ФНРЈ у Румунији и Чехословачкој. Такође, био је и главни уредник листа Комунист, и аутор неколико брошура о актуелним друштвено-политичкиим проблемима, монографија о социјалистичком развоју и међународној политици.
Носилац је Партизанске споменице 1941. и више других одликовања.